# Saint-Cyr-sur-Mer
Saint-Cyr-sur-Mer – miejscowość i gmina we Francji, w regionie Prowansja-Alpy-Lazurowe Wybrzeże, w departamencie Var.
Według danych na rok 1990 gminę zamieszkiwały 7033 osoby, a gęstość zaludnienia wynosiła 333 osoby/km² (wśród 963 gmin regionu Prowansja-Alpy-W. Lazurowe Saint-Cyr-sur-Mer plasuje się na 97. miejscu pod względem liczby ludności, natomiast pod względem powierzchni na miejscu 474.).
Obszar gminy jest częścią apelacji winiarskiej AOC Bandol.